# Capitão-de-colar-amarelo
Capitão-de-capuz-vermelho ou capitão-de-colar-amarelo (nome científico: Eubucco tucinkae) é uma espécie de ave piciforme da família Capitonidae.
Pode ser encontrada no Bolívia, Brasil e Peru.